# مارتن بوتير
مارتن بوتير (بالإنجليزية: Martin Potter)‏ هو ممثل بريطاني، ولد في 4 أكتوبر 1944 بنوتنغهام في المملكة المتحدة.

## أعمال

### أفلام
- (1971) نيكولاس وأليكساندرا

## وصلات خارجية
- مارتن بوتير على موقع IMDb (الإنجليزية)
- مارتن بوتير على موقع روتن توميتوز (الإنجليزية)
- مارتن بوتير على موقع إن إن دي بي (الإنجليزية)
- مارتن بوتير على موقع قاعدة بيانات الفيلم (الإنجليزية)